# 마기 (배우)
마기(児島雄一, 1972년 5월 12일 ~)은 일본의 배우이다.

## 작품

### 드라마
- 2003년: 《너는 펫》
- 2005년: 《코쿠센 2》
- 2014년: 《네즈미, 에도를 달리는》

### 영화
- 2000년: 《스페이스 트레블러》
- 2000년: 《해바라기》
- 2001년: 《러브 송》
- 2003년: 《아이덴 & 티티》
- 2003년: 《1980》
- 2004년: 《세상의 중심에서 사랑을 외치다》
- 2004년: 《역도산》
- 2004년: 《크리스마스 크리스마스》
- 2005년: 《우부메의 여름》
- 2005년: 《올웨이즈 - 3번가의 석양》
- 2005년: 《나구리모노》
- 2006년: 《와일드 매치》
- 2006년: 《무지개 여신》
- 2007년: 《언페어 - 극장판》
- 2007년: 《데스 노트 - 라스트 네임》
- 2007년: 《태양의 노래》
- 2007년: 《혐오스런 마츠코의 일생》
- 2007년: 《망량의 상자》
- 2008년: 《츠카시 어시장 3대손》
- 2008년: 《클라이머즈 하이》
- 2008년: 《나는 조개가 되고 싶다》
- 2010년: 《사요나라 이츠카》 - 키노시타 츠네히사 역
- 2011년: 《탐정은 바에 있다》
- 2011년: 《하야부사》
- 2011년: 《올웨이즈 3번가의 석양 '64》
- 2017년: 《미드나잇 버스》
- 2018년: 《우리들의 완벽한 세계》

## 학력
- 메이지대학교 학사